# Замок Гленарм
Замок Гленарм (англ. Glenarm Castle) — один із замків Ірландії, розташований у графстві Антрім, Північна Ірландія. Замок Гленарм з давніх часів був вотчиною графів Антрім. Географічні координати замку: 54,966°N 5,956°W Власник замку — лорд Рендалл — віконт Данлус. Побудований у 1636 році. Нині замок відкритий для публіки.

## Історія замку Гленарм
На місці, де нині стоїть замок Гленарм, колись стояв більш давній замок, що був збудований у ХІІІ столітті і був центром одного з найдавніших феодальних маєтків в Ольстері.
Нинішній замок Гленарм збудував сер Рендалл МакДоннелл — І граф Антрім у 1636 році. Нині цей замок належить лорду Рендаллу — віконту Данлус, сину Олександра МакДоннелла — ІХ графа Антрім.
Замок оточений садом і відкритий для публіки з травня по вересень. У замку і біля замку проводиться безліч заходів. У липні конного проводяться змагання світового класу «Хайленд геймс». Проводяться і фестивалі, зокрема знаменитий фестиваль «Дал Ріада» (Dalriada) — в замку і в селищі. На фестивалі проводяться традиційні спортивні змагання, музичні конкурси, вишукані традиційні страви Ірландії та Шотландії. В рамках фестивалю «Дал Ріада» відбуваються великі концерти на відкритому повітрі, виставки художників, митців, у фестивалі брали участь такі музичні групи як «Генерал Фіаско», «Прістс», «Дьюк Спешел», «Ронан Кінінг», «Шарон Корр», «Браян Х'юстон», «Девід Фелпс» та інші.
Фестиваль «Саммер Меднесс» нині переїхав до Кінгс-холл в Белфаст. Але сподіваються, що він скоро повернеться до замку Гленарм на щорічній основ.
У замку Гленарм знімалися історичні фільми, такі як «П'ять хвилин раю» (режисер Олівер Гіршбігель, 2009).